# Les Planes (l'Hospitalet de Llobregat)
Les Planes és un barri de l'Hospitalet de Llobregat (Barcelonès). Està classificat territorialment dins del Districte IV, amb la Florida. Limita amb el barris de la Florida, Collblanc, la Torrassa, Pubilla Cases, Can Serra i Sant Josep.

## Història
És un barri que va néixer a partir de les migracions arribades al llarg de la dècada dels seixanta, i que es caracteritza per l'activitat comercial, com les avingudes del Masnou i Miraflores, i les zones de bars i tapes al voltant del tradicional mercat dels Pajaritos. També la plaça d'Eivissa és un altre important espai d'encontre veïnal, i el parc metropolità de Les Planes és el més extens de la ciutat. És precisament aquesta zona verda la que dona nom al barri que creix a l'entorn, malgrat mantinguin diferències de caràcter administratiu. El barri està comunicat amb la resta de la ciutat gràcies als autobusos i amb l'estació de metro Florida -línia 1-.

## Patrimoni
El patrimoni que hi ha a Les Planes es escàs ja que barris com la Florida, les Planes etc. són barris relativament nous. Com he dit abans, hi ha pocs patrimoni a aquest barri, per exemple: 
- El gran i "famós" Parc de les Planes, on es troben les xemeneies de les bòbiles Goyta i IMPACOSA.
- La capella del cementiri municipal de L'Hospitalet de Llobregat (s'ubica al carrer Menéndez Pidal), l
- L'escultura Friendly Space de Xavier Medina Campeny que es troba també a el Parc de les Planes.

- Centre Municipal Ana Díaz Rico

## Població
El barri de Les Planes compta 16.130 persones registrades i fent 44.951 comptant el barri veï, La Florida.